# Preethi Pal
Preethi Pal (22 de septiembre de 2000) es una deportista india que compite en atletismo adaptado. Ganó dos medallas de bronce en los Juegos Paralímpicos de París 2024.

## Palmarés internacional
| Juegos Paralímpicos | Juegos Paralímpicos | Juegos Paralímpicos | Juegos Paralímpicos |
| Año                 | Lugar               | Medalla             | Prueba              |
| ------------------- | ------------------- | ------------------- | ------------------- |
| 2024                | París (Francia)     | Medalla de bronce   | 100 m T35           |
| 2024                | París (Francia)     | Medalla de bronce   | 200 m T35           |